# Huarache (comida)

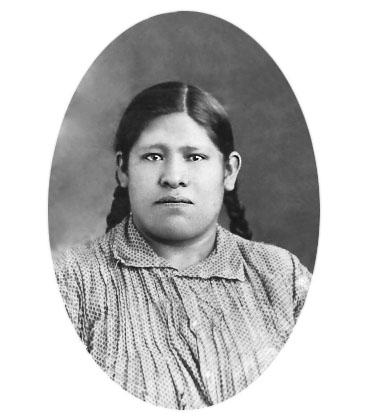
Carmen Gómez, fundadora de "El Huarache" en el Canal de la Viga.

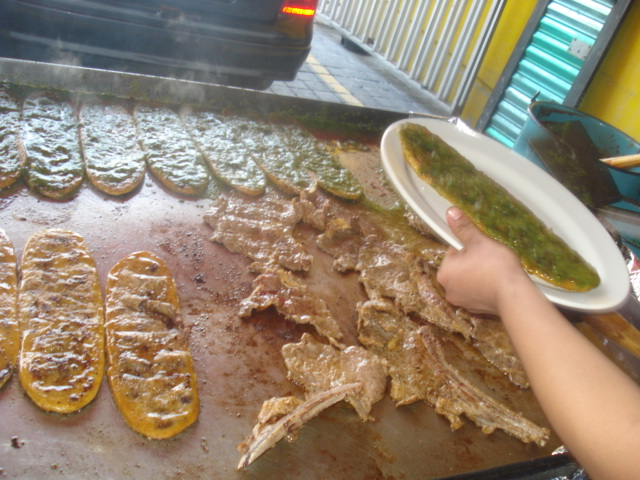
Preparación de los huaraches típicos.

El huarache es un platillo típico mexicano, cuya forma simula las sandalias tradicionales mexicanas. Está hecho con masa de maíz y es común que se sirvan con bistec, costilla o huevo estrellado, y se acompañan con salsas, queso y frijoles refritos.

## Historia
Se tiene conocimiento de que la creadora de este platillo fue la señora Carmen Gómez Medina, quien en 1935 inició vendiendo sopes y tlacoyos cerca del Canal de La Viga, al oriente de la Ciudad de México, en lo que ahora es Venustiano Carranza (antes parte de Iztacalco). Al experimentar con la masa de maíz y el frijol, que son los ingredientes principales del huarache, elaboró una especie de tlacoyo más alargado, el cual rellenó con frijoles y al que, en la parte superior, hizo algunos agujeros, denominándolo huarache. A partir de ahí, el platillo comenzó a popularizarse entre la gente con ese mismo término. Años más tarde, Gómez Medina se trasladó al Mercado de Jamaica y de ahí a un local en la calle de Torno, colonia Artes Gráficas, en el actual Venustiano Carranza. Sus descendientes continuaron la tradición del negocio familiar, a la vez que el plato ya había pasado a formar parte de la tradición popular.
El huarache original no se parece a un pambazo ni a una memela. Tampoco puede ser catalogado dentro del rubro de los tlacoyos. La característica principal del huarache es la forma alargada que posee lo que lo diferencia de los demás antojitos mexicanos, que no poseen agujeros en la parte superior.